# 建業建榮
建業建榮控股有限公司，簡稱建業建榮控股，以及建業建榮（英語：CHINNEY KIN WING HOLDINGS LIMITED，港交所：1556），在1994年，由余榮生（首席執行官）於香港成立「建榮工程有限公司」（1993年成立）。
其後1994年9月，王世榮（建業實業有限公司、漢國置業有限公司及建聯集團有限公司主要股東，前董事）和陳遠強（副主席），並且在10月，當時建業實業收購該公司80.0%權益。
曾在1997年12月28日於港交所主板上市，以「建榮建業控股有限公司」名義。
其後在2000年3月，向卓健亞洲（天洋國際前身）出售該公司權益，2007年9月，被建聯集團有限公司（主要控股公司）收購。
在香港經營打樁建造（例如鑽孔樁、撞擊式工字樁、嵌岩式工字樁、微型樁及板樁）及其他配套服務（例如ELS工程、地盤平整及樁帽建造）；及(ii)鑽探及場地勘探。
股份則在2015年11月11日於港交所主板上市。招股價為0.55至0.6港元之間，全球發售為3.82億股，集資額為2.5億港元。

## 外部連結
- chinneykinwing.com.hk （页面存档备份，存于）